# Dastaguirde
Dastaguirde, Dastiguirde ou Dasteguirde foi uma cidade do Império Sassânida.

## História

Assuristão e regiões circundantes

Ernst Herzfeld propôs que Dastaguirde seja a refundação da antiga cidade de Artemita, mas é possível, a julgar pela evidência presente nos itinerários árabo-muçulmanos, nos quais foi identificada com a corrupção Carca Artemita (Karkā Artemita), que sejam cidades distintas. A refundação e renomeação foi atribuída ao xainxá Hormisda I (r. 270–271). Durante o reinado de Cosroes I (r. 531–579), a cidade se expandiu muito e teve sua própria corte, palácio e fortaleza. Durante este período, a cidade também ganhou um nome secundário, Cosrove-xade-Cavade (Ȟosrow-šad-Kawād). Durante o reinado de Cosroes II (r. 590–628), se tornou uma residência real dos sassânidas. Em 628, foi saqueada pelo imperador bizantino Heráclio (r. 610–641) no contexto da guerra de 602–628. Depois disso, a cidade desaparece completamente das fontes.